# Gösta Ekman
Gösta Ekman, nome completo Frans Gösta Viktor Ekman (Stoccolma, 28 dicembre 1890 – Stoccolma, 12 gennaio 1938), è stato un attore svedese.
Fu padre dell'attore Hasse Ekman e nonno dell'omonimo attore Gösta jr.

## Filmografia
- Stockholmsfrestelser eller Ett Norrlands-herrskaps äventyr i den sköna synderskans stad, regia di Anna Hofman-Uddgren - cortometraggio (1911)

- Blott en dröm, regia di Anna Hofman-Uddgren - cortometraggio (1911)
- Systrarna, regia di Anna Hofman-Uddgren - cortometraggio (1912)
- Trädgårdsmästaren, regia di Victor Sjöström - cortometraggio (1912)
- Den okända, regia di Mauritz Stiller (1913)
- Mästerkatten i stövlar, regia di John W. Brunius (1918)
- Bomben, regia di Rune Carlsten (1920)
- Thora van Deken, regia di John W. Brunius (1920)
- Gyurkovicsarna, regia di John W. Brunius (1920)
- Familjens traditioner, regia di Rune Carlsten (1920)
- En lyckoriddare, regia di John W. Brunius (1921)
- Vem dömer, regia di Victor Sjöström (1922)
- Kärlekens ögon, regia di John W. Brunius (1922)
- Carl XII:s kurir, regia di Rudolf Anthoni (1924)
- Unga greven tar flickan och priset, regia di Rune Carlsten (1924)
- Karl XII, regia di John W. Brunius (1925)
- Karl XII, del II, regia di John W. Brunius (1925)
- Faust (Faust: Eine deutsche Volkssage), regia di Friedrich Wilhelm Murnau (1926)
- Klovnen, regia di A. W. Sandberg (1926)
- Hans engelska fru, regia di Gustaf Molander (1927)
- En perfekt gentleman, regia di Vilhelm Bryde e Gösta Ekman (1927)
- Gustaf Wasa del I, regia di John W. Brunius (1928)
- Gustaf Wasa del II, regia di John W. Brunius (1928)
- Nozze sotto il terrore  (Revolutionschochzeit), regia di A. W. Sandberg (1928)
- För hennes skull, regia di Paul Merzbach (1930)
- Mach' mir die Welt zum Paradies, regia di Paul Merzbach (1930)
- Brokiga blad, regia di Edvin Adolphson e Valdemar Dalquist (1931)
- Kanske en diktare, regia di Lorens Marmstedt (1933)
- Kära släkten, regia di Gustaf Molander (1933)
- Två man om en änka, regia di John Lindlöf (1933)
- København, Kalundborg og - ?, regia di Ludvig Brandstrup e Holger-Madsen (1934)
- Gli Swedenhielms (Swedenhielms), regia di Gustaf Molander (1935)
- Kungen kommer, regia di Ragnar Hyltén-Cavallius (1936)
- Johan Ulfstjerna, regia di Gustaf Edgren (1936)
- Intermezzo, regia di Gustaf Molander (1936)
- Häxnatten, regia di Schamyl Bauman (1937)
- Än en gång Gösta Ekman, regia di Schamyl Bauman - cortometraggio (1940)